# Kitseküla
Kitseküla is een subdistrict of wijk (Estisch: asum) binnen het stadsdistrict Kesklinn in Tallinn, de hoofdstad van Estland. De naam betekent ‘Geitendorp’. De wijk telde 4.317 inwoners op 1 januari 2020. De wijk grenst vanaf het noorden met de wijzers van de klok mee aan de wijken Uus Maailm, Veerenni, Luite, Ülemistejärve, Järve, Tondi en Lilleküla.

## Geschiedenis

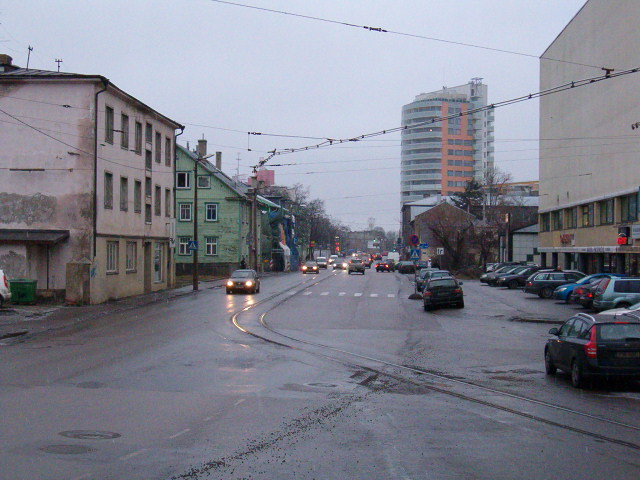
De Tondi tänav

Kitseküla werd pas op het eind van de 19e eeuw bebouwd. Er werden toen arbeidershuisjes neergezet voor mensen die bij de industrie of de spoorwegen werkten. De meeste nog bestaande huizen werden neergezet in de eerste helft van de 20e eeuw. Veel huizen zijn van hout.
Tijdens de Sovjetbezetting na de Tweede Wereldoorlog kwamen er een paar flats bij. Na het herstel van de onafhankelijkheid zijn een paar kantoorgebouwen neergezet.
Kitseküla heeft een ziekenhuis, Magdaleena haigla.
In de wijk ligt ook de A. Le Coq Arena, het stadion van de voetbalclub FC Flora Tallinn, waar ook het Estische nationale elftal speelt. Hoewel het stadion ook wel Lilleküla staadion wordt genoemd, ligt het in Kitseküla en niet in de wijk Lilleküla. Het stadion is genoemd naar de brouwerij A. Le Coq in Tartu, de sponsor van het stadion.

## Vervoer
De wijk wordt begrensd door drie spoorlijnen en de weg A.H. Tammsaare tee in het zuiden.
In het noorden ligt de spoorlijn Tallinn - Narva. In 2008 werd aan deze lijn het station Kitseküla in gebruik genomen. Het station wordt bediend door de spoorwegmaatschappij Elron.
Ten westen van de wijk loopt de spoorlijn Tallinn - Paldiski. Aan de rand van de wijk liggen de stations Lilleküla en Tondi, bediend door Elron. Station Lilleküla ligt op korte afstand van de A. Le Coq Arena.
Ten oosten van de wijk loopt de spoorlijn van Tallinn naar Pärnu en Viljandi. De aansluiting van de lijn op Tallinn kwam gereed in 1901. Het was oorspronkelijk een smalspoorlijn met een spoorbreedte van 750 mm. Het eindpunt was een station bij de haven van Tallinn, maar in Kitseküla lag het tussenstation Tallinn-Väike (Duits: Reval-Kleinbahnhof, Russisch: Ревель-Главная). De verbinding met het Baltisch Station kwam pas later tot stand. In Tallinn-Väike bleef het depot voor de smalspoorlocomotieven gevestigd.
In de jaren zestig en zeventig van de 20e eeuw werd het smalspoor omgebouwd naar breedspoor met de in de Sovjet-Unie gebruikelijke spoorwijdte van 1520 mm. In 1971 sloten het traject tussen Tallinn-Väike en de haven en het locomotievendepot in Tallinn-Väike. Het station wordt nog steeds bediend, door de spoorwegmaatschappij Elron. Het historische stationsgebouw is nog aanwezig.
Door de wijk lopen twee grote wegen: de Pärnu maantee en de Tondi tänav. Over de Pärnu maantee lopen de tramlijnen 3 van Tondi naar Kadriorg en 4 van Tondi naar Tallinna Lennujaam (international Airport). Kitseküla wordt ook bediend door een aantal buslijnen.

## Foto's

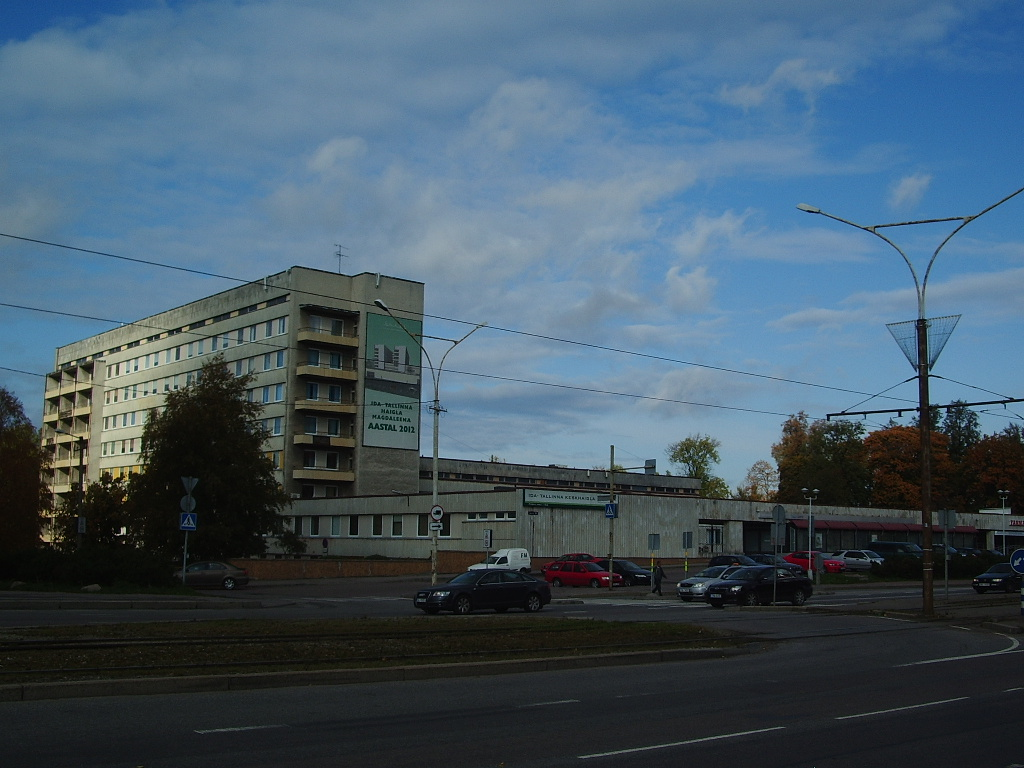
Het ziekenhuis Magdaleena haigla
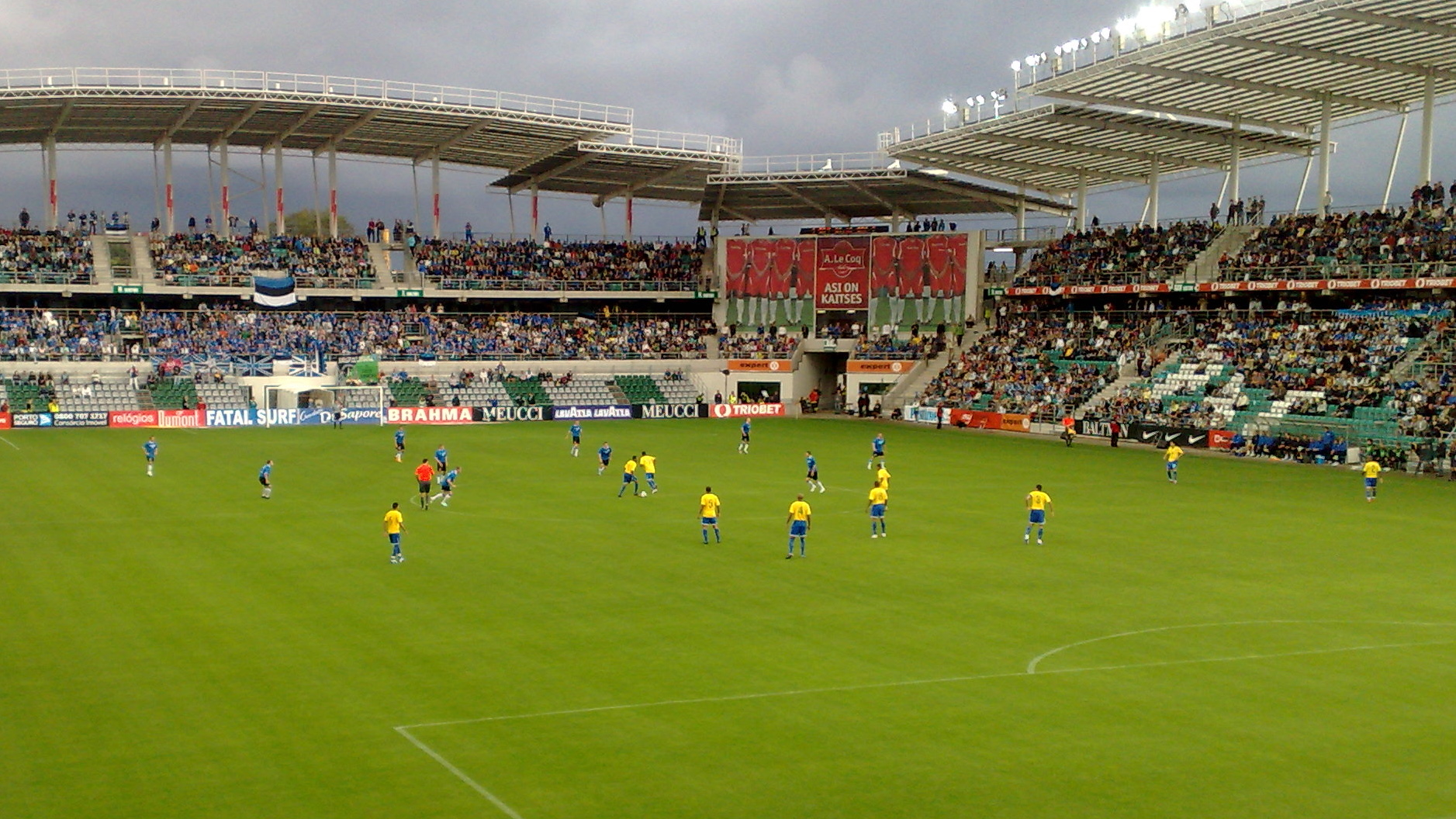
Wedstrijd in de A. Le Coq Arena
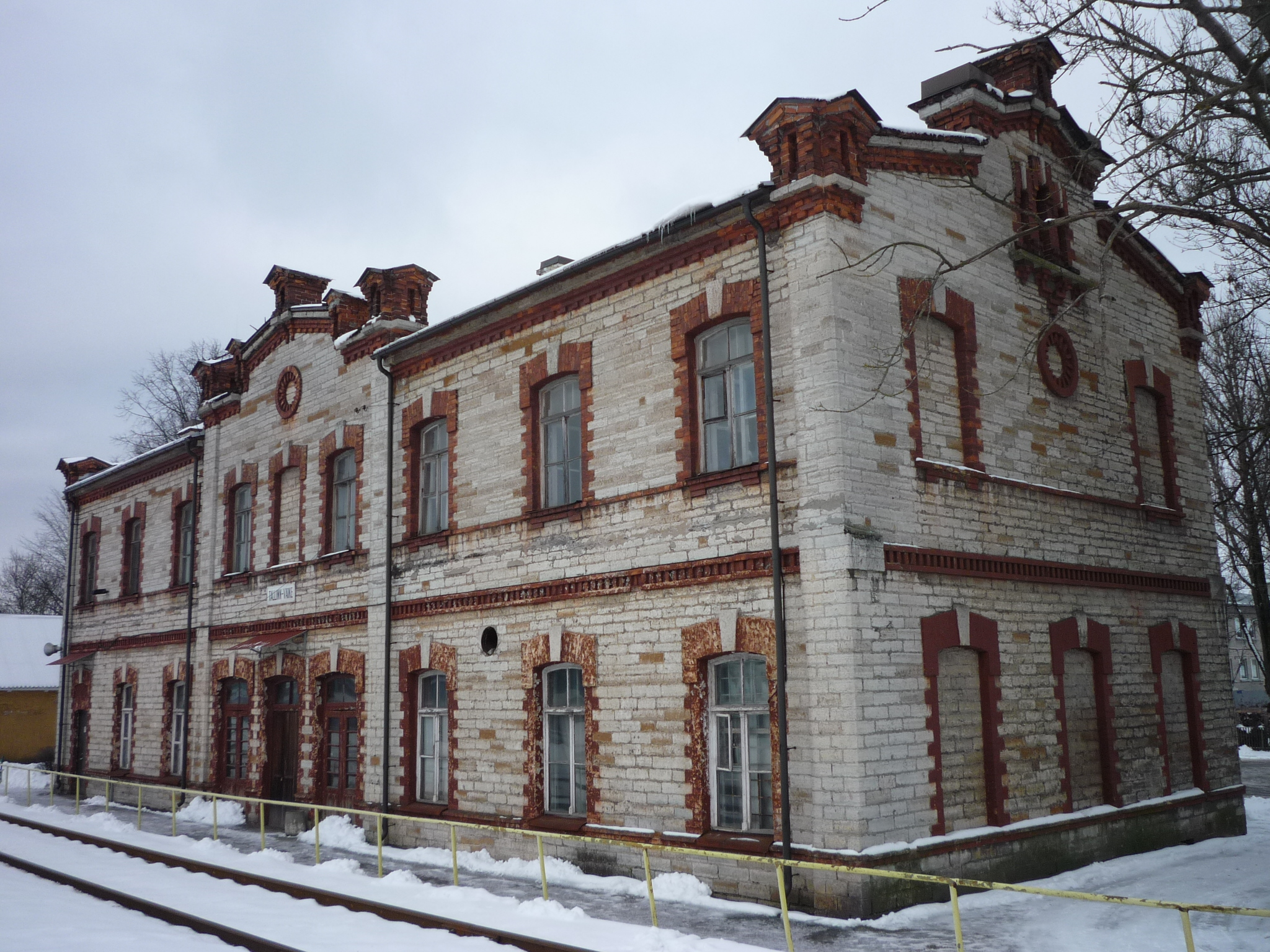
Het station Tallinn-Väike
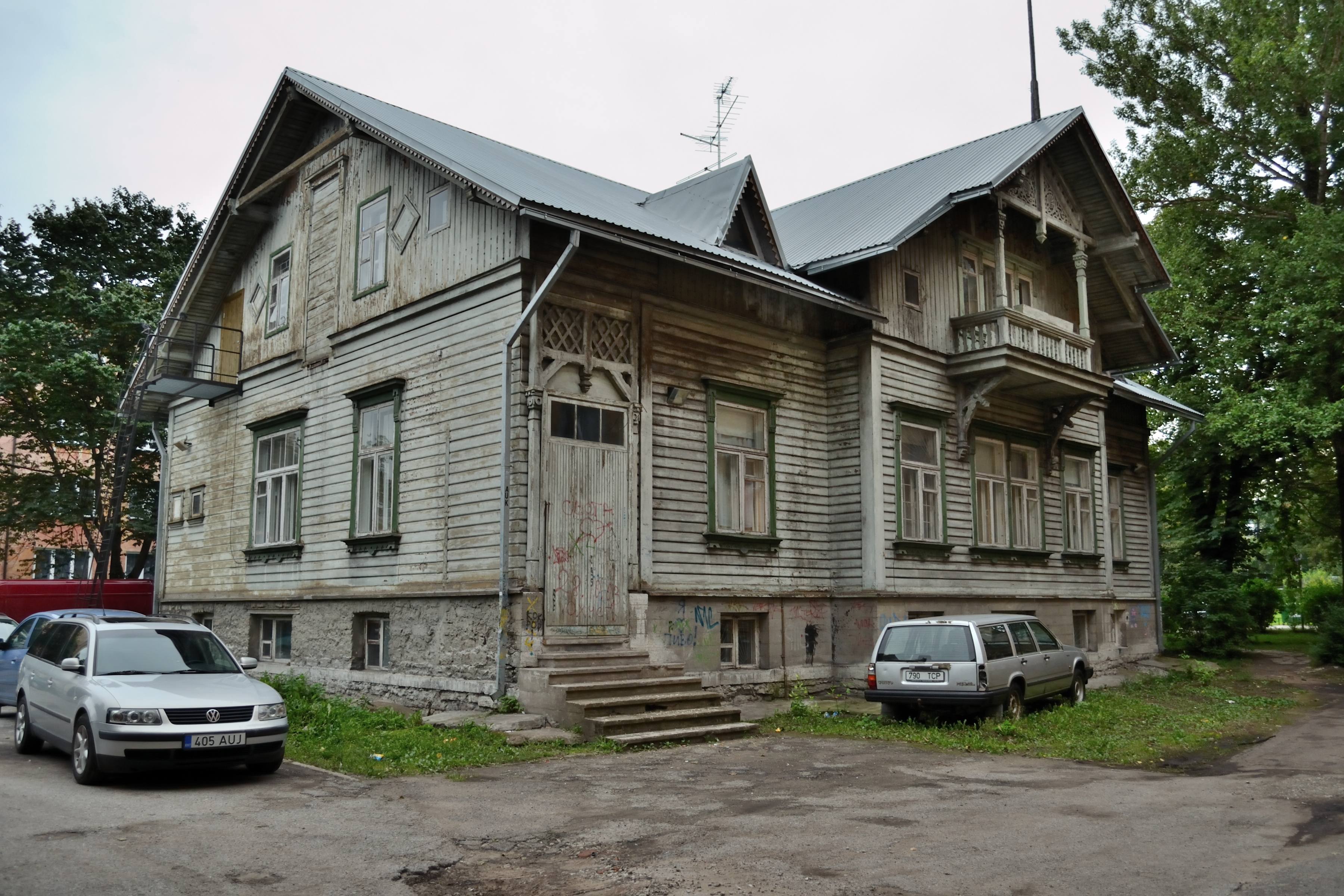
Een voormalig diaconessenhuis aan de Pärnu maantee